# Mondi Frantschach
Mondi Frantschach ist eine Tochtergesellschaft der Mondi-Gruppe. Mondi Frantschach ist ein Papier- und Zellstofflieferant für zahlreiche Verpackungshersteller und Verarbeitungsbetriebe auf der ganzen Welt.
Das Unternehmen hat seinen Sitz in Frantschach-Sankt Gertraud in Kärnten/Österreich.

## Geschichte
Der Standort hat eine lange Geschichte als Industriegebiet, die bis ins 16. Jahrhundert zurückreicht, als sich hier eine Schmiede befand. Aufgrund der dichten Bewaldung der Region stellte Graf Hugo Henckel von Donnersmarck den Betrieb 1881 auf Zellstoff um, und 1894 wurde die erste Papierfabrik errichtet. Von 1988 bis 1998 befand sich die Papierfabrik zur Gänze im Besitz der Familie Hartmann/Kaufmann und war Teil der Frantschach-Gruppe, als sie unter dem Namen Patria Papier & Zellstoff AG bekannt wurde.
Die Frantschach Pulp & Paper Austria AG war der Name des Unternehmens bis 2004, als die Frantschach-Gruppe von Mondi gekauft wurde. Seit 2008 firmiert das Werk unter dem Namen Mondi Frantschach GmbH.
Die PM8 wurde 1990 komplett überarbeitet, während die PM6 im Jahr 2000 erneuert wurde. Die Forschung und Entwicklung der Mondi-Gruppe wird durch das R&D Innovation Centre, das Bag Application Centre und das Food Safety Laboratory unterstützt. Seit 2012, als der Rückgewinnungskessel RB4 installiert wurde, ist das Werk vollständig energieautark.

## Technischer Überblick
Auf drei Papiermaschinen und einer Zellstofftrocknungsanlage werden hochwertige Verpackungspapiere und Spezialmarktzellstoffe hergestellt. Die Sackkraftpapiermaschinen PM6 und PM8 erzeugen den Großteil der Produkte, während die PM7 maschinenglasiertes Spezialkraftpapier herstellt.
Produkte:
- Sackkraftpapier (SKP)
- einseitig glattes Spezialkraftpapier (SpKP)
- Spezialmarktzellstoff

| Exportanteil  | Rund 90 % in mehr als 60 Ländern weltweit |
| Holzverbrauch | ungefähr 1,4 Millionen m³                 |